# 청소년증
청소년증(靑少年證)은 청소년기본법 및 청소년복지지원법 제3조 및 제4조에 따라 대한민국 국민 중 주민등록증이나 운전면허증이 없는 만 9세에서 만 18세 사이의 대한민국 국민을 위해 여성가족부에서 비강제적으로 발급하는 신분증이다.
의무적으로 발급받아야 하는 주민등록증과는 달리, 원하는 사람에 한해서만 발급받아 사용이 가능하다. 
청소년증 발급은 2011년 국가인권위원회 설립 10주년 기념, 대한민국 10대 차별시정 3번째로 선정된 바 있다.

## 도입 경위
2003년 국가인권위원회에서 당시 고등학생이었던 모 학생의 진정을 인용하여, 당시 청소년 행정을 총괄했던, 문화체육관광부에 청소년 우대정책 및 비학생 청소년을 대상으로 하는 신분증을 발급할 계획을 수립할 것을 권고하였다.
동시에 문화방송의 예능 프로그램인 느낌표에서 비학생 청소년이 각종 할인의 대상에서 제외되어 불이익을 받고 있는 것에 대한 내용을 방송한 것을 참조하여, 제도 시행이 결정되었다. 
- 2003년 9월 : 서울, 대전에서 시범 발급 실시.
- 같은 해 11월 : 발급 하한 연령이 만 13세(중 1~2)에서 만 9세(초등 3~4)로 하향 조정.
- 2004년 1월 : 전국적으로 발급.[5]

그러나 처음 수 개월 동안 발급 실적이 매우 저조하여 정책의 실효성이 의문을 제기받기도 하였다. 
그 후, 청소년증이 주민등록증 & 운전면허증하고 같은 효력을 발휘하게 되어 사용처가 지속적으로 확대되었으며, 2010년부터 청소년 행정 주무부처로 전환된 여성가족부에서, 청소년증의 발급에 있어 불편사항을 개선하기 위해 청소년복지지원법 시행규칙 일부를 개정하였다. 
이에, 청소년증 재발급 신청서 접수기관을 전국 시군구청 및 읍면동 사무소로 확대되어, 관계 제도가 대폭 개선되었다.

## 발급
청소년증은 만 9세에서 만 18세 사이의 대한민국 국민 모두를 대상으로 하여 발급이 가능하며, 주민등록증이나 운전면허증하고 같은 효력을 발휘한다. 

### 청소년증 발급에 필요한 구비서류
- 신청 : 시군구청 및 읍•면•동 행정복지센터에서 가능.
- 신청서 : 신청 장소(해당 주소 시군구청 및 읍면동사무소)에 비치되어 있으며, 인터넷으로 출력, 작성도 가능하다.
- 반명함판 사진 한 장(6개월 이내에 촬영한 것이어야 가능).
- 신분 확인 문서 : 주민등록등·초본. 구할 수 없다면 보호자하고 동행하거나, 통장 또는 이웃이 작성한 신분 보증서를 소지하여야 한다. 신분 보증서는 신청 장소에 비치되어 있으며, 인터넷으로도 출력 작성이 가능하다.

- 앞면 : 이름, 주민등록번호, 주소, 발급일자, 유효기간이 적히며 하단에 자치단체장의 직인 첨부.
- 후면 : 주소 이전 확인란과 청소년증의 사용 범오위, 청소년 헌장 수록.
- 수령 : 신청 후 약 2주일이 지나면 주민등록상 거주지의 자치단체장 명의로 수령 가능.

발급이 완료될 경우 발급 신청시 기입한 연락처로 연락이 가며 발급 신청을 한 신청지에 직접 방문하여 수령하거나, 등기(등기료 본인 부담)로 수령받을 수 있다. 
그 이전에는 발급일로부터 30일까지 사용 가능한 청소년증 발급신청 확인서로 대체 활용이 가능하다. 
- 유효기간

발급일부터 만 19세가 되는 해의 생일 전날까로, 그 이후부터는 청소년에서 성인으로 신분이 바뀌게 되므로, 주민등록증이나 운전면허증 등으로 대체해야 한다.
참고로 청소년증은 주민등록증이나 운전면허증하고 같은 효력을 발휘하므로, 각 금융 기관에서 실명 확인 증표로 사용하거나, 공인 자격시험의 신분 증명서로 사용할 수 있다. 
또한 청소년 할인을 위해 신분 증명이 필요할 때 제시하여도 학생증하고 같은 효력을 발휘한다.
2017년 1월 11일부터는 교통카드기능이 내장되며 사용지역은 아래와 같다.

### 교통카드 사용지역
| 지역                                                                                                  | 원패스                                     | 레일플러스              | 캐시비                             |
| --- | ------------------------------------------ | ----------------------- | ---------------------------------- |
| 수도권 대구광역시 경남 진주, 의령, 창원, 양산, 밀양,사천, 함안 광주, 부산, 울산, 대전광역시 충남 강원 | O                                          | O                       | O                                  |
| 충북, 전북, 전남(진도, 완도, 해남, 화순, 강진, 구례, 함평 제외) 경남 거제, 통영, 고성                 | X                                          | O                       | O                                  |
| 경남 김해 전남 강진, 구례, 함평 경북 영덕                                                             | O                                          | X                       | O                                  |
| 제주 전남 진도, 완도, 해남, 화순(자동판매기)                                                          | X                                          | X                       | O                                  |
| 편의점결제                                                                                            | 대구, 경북을 제외한 나머지는 이마트 24전용 | 스토리웨이,이마트 24,CU | 교통카드 결제가 가능한 모든 편의점 |

- 티머니 전용인 창녕, 합천, 거창, 함양, 산청, 하동, 남해군하고 교통카드가 없는 청송, 영양은 대상에서 제외된다.
- 원패스는 이마트 24 편의점에 한해서만 사용이 가능하다.

## 혜택
- 마을버스, 시내버스, 시외버스, 지하철 등 대중교통 할인을 받을 수 있다.
- 영화관, 공연장, 콘서트홀, 박물관, 미술관, 놀이공원, 경기장등 문화 및 체육시설에서 할인을 받을 수 있다.
- 은행에서 통장, 카드, 인터넷뱅킹, 폰뱅킹 신청 등 금융거래를 위한 실명확인표로 사용 가능하고, 본인 신분 증명서로도 활용할 수 있다.
- 구청/군청/시청 또는 주민센터(동사무소), 읍/면사무소에서 주민등록등초본 발급 등과 같은 민원 업무가 가능하다.
- 여성가족부 청소년증 사용 설명서에 따르면, 일부 사기업에서 청소년증을 소지한 청소년에 대한 특별 할인혜택을 제공하고 있다.
- 자격증 시험을 볼 때 신분증으로 활용할 수 있다.